# المجمع المغلق 1404
المجمع المغلق 1404 هو المجمع الموكول بانتخاب بابا الكنيسة الكاثوليكية الجديد بعد استقالة البابا. انعقد مجمع الكرادلة لانتخاب البابا الجديد بدءًا من
10 أكتوبر 1404 وانتهى في 17 أكتوبر 1404. انتُخبَ إنوسنت السابع ليكون البابا الجديد للكنيسة.